# آلگرداس گریماس
آلژیرداس گریماس (Algirdas Julien Greimas) در ۱۹۱۷ در لیتوانی به دنیا آمد اما این زبان‌شناس و نشانه‌شناس برجسته بعدها تابعیت فرانسوی اختیار کرد. گریماس در دوره دبیرستان با مطالعه آثار نیچه و شوپنهاور مطالعات فلسفی‌اش را آغاز کرد و در ۱۹۳۹ در رشته زبان‌شناسی از دانشگاه گرنوبل، شهری در جنوب فرانسه، فارغ‌التحصیل شد. او دکترایش را در همین رشته در ۱۹۴۹ از دانشگاه سوربن دریافت کرد. گریماس از بنیان‌گذاران و دبیرکل انجمن بین‌المللی مطالعات نشانه‌شناسی بود. آلگرداس گریماس در ۱۹۹۲ در پاریس درگذشت و در لیتوانی در کنار قبر پدر و مادرش به خاک سپرده شد.
آلژیرداس ژولین گریماس، پس از انتشار «معناشناسی ساختاری» ۱۹۶۶ و «دربارهٔ معنا» ۱۹۷۰، به عنوان مهم‌ترین نظریه‌پرداز معناشناسی روایت شهرت یافت. او سال‌های طولانی عمر خود را وقف ساختن نظامی منسجم، استوار، منطقی و با برنامه در راستای تحلیل متن نمود. دامنه تألیفات علمی گریماس بسیار گسترده‌است. او مقاله‌ها و کتاب‌هایی در زمینه نشانه‌شناسی و معناشناسی نوین به تحریر درآورده است. در ۱۹۵۶، مقاله‌ای پرتأثیر و به موقع دربارهٔ آثار سوسور نوشت که در آن از آثار دو متفکر مهم دیگر یعنی موریس مرلوپونتی و استروس نیز استفاده کرد. در ۱۹۶۶، سال کامرانی ساختارگرایی، همراه رولان بارت و دیگران نشریه «زبان‌ها» را بنیان گذاشت. دو کتابش «موپاسان» و «نشانه‌شناسی متن و نشانه‌شناسی علوم انسانی» منتشر شدند. گسترش نظریه‌هایش را می‌توان در فرهنگ مستدل «نظریه زبان» یافت که به ۱۹۵۹ منتشر شد. «دربارهٔ معنا دو» در ۱۹۸۳ منتشر شد که واپسین کار اوست.